# Quận Cowley, Kansas
Quận Cowley là một quận thuộc tiểu bang Kansas, Hoa Kỳ.
Quận này được đặt tên theo. Theo điều tra dân số của Cục điều tra dân số Hoa Kỳ năm 2000, quận có dân số 36.291 người. Quận lỵ đóng ở Winfield.6